# Lelde Gasūna
Lelde Gasūna est une skieuse alpine lettone, née le 17 septembre 1990 à Sigulda.

## Biographie
Sa carrière officielle démarre en 2006, avant qu'elle découvre la Coupe du monde en novembre 2010.
En janvier 2017, elle marque ses premiers points en Coupe du monde avec une 22e place au slalom de Zagreb, meilleur résultat d'une skieuse lettone en Coupe du monde.
Elle participe aux Jeux olympiques d'hiver de 2014 et de 2018. Son meilleur résultat est une 30e place en slalom aux Jeux de 2014.

## Palmarès

### Jeux olympiques
| Épreuve / Édition | Sotchi 2014 | Pyeongchang 2018 |
| Slalom            | 30e         | 37e              |
| Slalom géant      | Abandon     | 43e              |

### Championnats du monde
| Épreuve / Édition | Garmisch-Partenkirchen 2011 | Schladming 2013 | Beaver Creek 2015 | Saint-Moritz 2017 | Åre 2019 |
| Slalom            | 36e                         | 49e             | Abandon           | Abandon           | Abandon  |
| Slalom géant      | 58e                         | 51e             | Disqualifiée      | 39e               | 45e      |

### Coupe du monde
- Meilleur classement général : 112e en 2017.
- Meilleur résultat : 22e.

#### Classements
| Saison / Épreuve | Saison / Épreuve | Général | Général | Descente | Descente | Slalom | Slalom | Slalom géant | Slalom géant | Super G | Super G | Combiné | Combiné |
| ---------------- | ---------------- | ------- | ------- | -------- | -------- | ------ | ------ | ------------ | ------------ | ------- | ------- | ------- | ------- |
| Saison / Épreuve | Saison / Épreuve | Class.  | Points  | Class.   | Points   | Class. | Points | Class.       | Points       | Class.  | Points  | Class.  | Points  |
| 2017             | 2017             | 112e    | 9       | -        | -        | 50e    | 9      | -            | -            | -       | -       | -       | -       |